# Кирхберг-ан-дер-Иллер
Кирхберг-ан-дер-Иллер (нем. Kirchberg an der Iller) — община в Германии, в земле Баден-Вюртемберг. 
Подчиняется административному округу Тюбинген. Входит в состав района Биберах.  Население составляет 1910 человек (на 31 декабря 2010 года). Занимает площадь 18,64 км².

## Внешние ссылки
- Официальная страница